# Wysokowo-1 (wotczynskij sielsowiet, rejon wołogodzki)
Wysokowo-1 (ros. Высоково-1) – wieś w Rosji, w rejonie wołogodzkim obwodu wołogodzkiego. W 2010 r. liczyła 9 mieszkańców.